# Disconectes colemani
Disconectes colemani là một loài chân đều trong họ Munnopsidae. Loài này được Brandt miêu tả khoa học năm 1992.